# Estadio Yamanashi Chuo Bank
El Estadio Yamanashi Chuo Bank, hasta 2010 llamado Kose Sports Park Stadium (Parque Deportivo de Kose), es un estadio multiusos situado en la ciudad de Kōfu, Prefectura de Yamanashi, en Japón. El estadio fue inaugurado en 1985 con ocasión del 41° Festival Nacional de Deportes de Japón desarrollados en la ciudad, el recinto posee una capacidad para 17 000 personas y es principalmente utilizado para la práctica del atletismo y el fútbol, siendo la casa del club Ventforet Kofu de la J1 League.
En 2011 el Banco Regional Yamanishi Chuo Bank adquirió los derechos sobre el nombre del estadio.

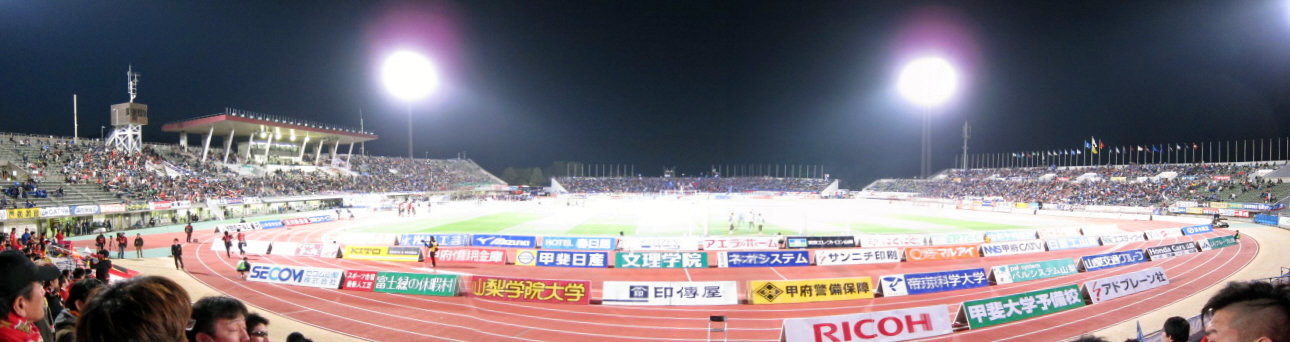
Panorámica del estadio.